# الاحتجاجات الطلابية المؤيدة لفلسطين في جامعة أكسفورد 2024
الاحتجاجات المؤيدة لفلسطين في جامعة أكسفورد هي احتجاجات مستمرة في أكسفورد، إنجلترا، تنظمها منظمة "أكسفورد للعمل من أجل فلسطين" (OA4P). بدأت هذه الاحتجاجات في 6 مايو 2024 على حديقة متحف التاريخ الطبيعي أمام متحف بيت ريفرز [الإنجليزية]. ومع تصاعد الاحتجاجات، أنشأ مخيم ثانٍ في 19 مايو خارج مكتبة قمرة رادكليف. كما أُجريت احتجاجات في أماكن أخرى من المدينة، بما في ذلك في ساحة ويلينغتون [الإنجليزية]، وأعتقل 17 طالبًا بعد دخولهم مكتب نائب المستشار في 23 مايو. تشمل مطالب المحتجين الكشف عن الاستثمارات وسحب الاستثمارات من الشركات الإسرائيلية، من بين أمور أخرى. ورفضت الجامعة التفاوض مع المحتجين حتى الرد على رسالة إلكترونية لترتيب مناقشة في 5 يونيو. وقد حظيت الاحتجاجات بدعم أكثر من 500 عضو من أعضاء هيئة التدريس، وانتقدتها الجامعة باعتبارها ترهيبية.

## خلفية
جاءت هذه الاحتجاجات في سياق الغزو الإسرائيلي لغزة الذي بدأ في أكتوبر/تشرين الأول 2023. وبدأت هذه الاحتجاجات جنبًا إلى جنب مع احتجاجات في جامعات أخرى في المملكة المتحدة، مع التنسيق مع مخيم احتجاجي في جامعة كامبريدج.

### احتجاجات في حرم الجامعات

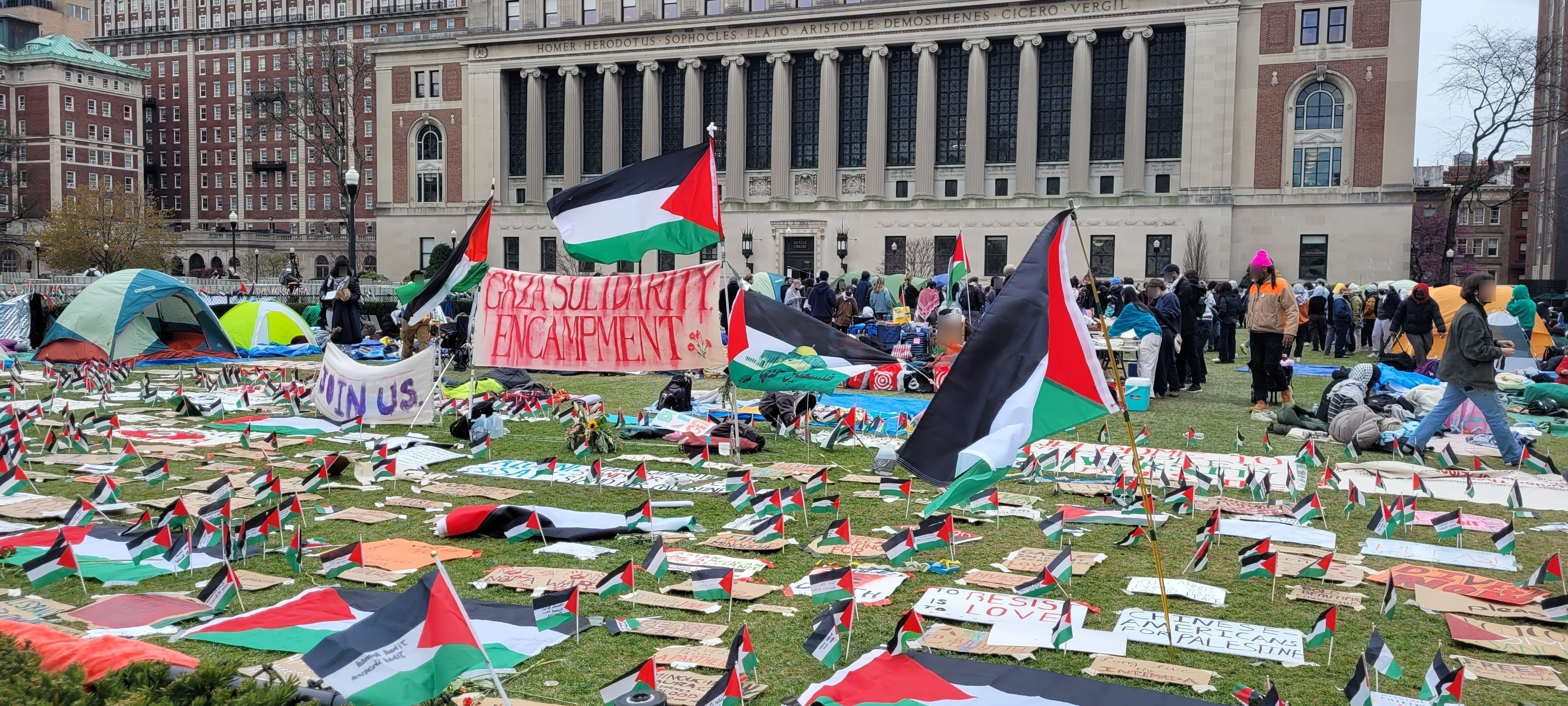
مخيم التضامن مع غزة في جامعة كولومبيا، 21 أبريل 2024

تصاعدت الاحتجاجات المؤيدة لفلسطين في الجامعات في أبريل 2024، وانتشرت في الولايات المتحدة ودول أخرى، كجزء من الاحتجاجات الأوسع نطاقًا على الحرب الفلسطينية الإسرائيلية. بدأت هذه التصاعدات بعد اعتقالات جماعية في احتلال حرم جامعة كولومبيا، حيث طالب المحتجون الجامعة بسحب استثماراتها من إسرائيل بسبب الإبادة جماعية للفلسطينيين. في الولايات المتحدة، اعتقل أكثر من 2950 متظاهرًا، منهم أساتذة وأعضاء هيئة التدريس، في أكثر من 60 حرمًا جامعيًا. في 7 مايو، انتشرت الاحتجاجات في جميع أنحاء أوروبا مع اعتقالات جماعية في هولندا. بحلول 12 مايو، كان هناك عشرين مخيمًا في المملكة المتحدة، وفي جامعات في أستراليا وكنداوقد أشار بعض المحتجين إلى الحركة باسم "الانتفاضة الطلابية".

## ملحوظات
1. ↑  إشارة إلى الانتفاضات الفلسطينية في الصراع الفلسطيني-الإسرائيلي.[19][20][21]

## روابط خارجية
- " رد الجامعة على الأحداث الأخيرة في إسرائيل وغزة والشرق الأوسط "، جامعة أكسفورد
- الموقع الرسمي ، منظمة أكسفورد للعمل من أجل فلسطين